# Frans van den Dungen
Frans Henri Antoine van den Dungen (* 4. Juni 1898 in Saint-Gilles/Sint-Gillis; † 22. Mai 1965 in Watermael-Boitsfort/Watermaal-Bosvoorde) war ein belgischer Mathematiker, der auf dem Gebiet der angewandten Mathematik und Mechanik arbeitete.

## Leben
Frans van den Dungen war Professor an der Freien Universität Brüssel. Seine Arbeitsgebiete waren die angewandte Mechanik (z. B. Untersuchung von Schwingungsproblemen, Physik der Flüssigkeiten), die theoretische Physik und Geophysik.
1946 wurde er mit dem renommiertesten Wissenschaftspreis Belgiens, dem Francqui-Preis ausgezeichnet. 1936 wurde er zum korrespondierenden und 1940 zum vollen Mitglied der Académie royale des Sciences, des Lettres et des Beaux-Arts de Belgique gewählt. Am 20. Februar 1956 wurde er als korrespondierendes Mitglied in die Académie des sciences aufgenommen.

## Schriften (Auswahl)
- Über die Biegungsschwingungen einer Welle. In: Zeitschrift für Angewandte Mathematik und Mechanik. Band 8, Nr. 3, 1928, S. 225–231, doi:10.1002/zamm.19280080306.
- mit J. F. Cox und J. van Mieghem: Variations in the earth’s angular velocity resulting from flluctuations in atmospheric and oceanic circulation. In: Tellus. Band 2, Nr. 4, 1950, S. 319–320, doi:10.3402/tellusa.v2i4.8600.
- mit J. F. Cox und J. van Mieghem: Seasonal fluctuations in the rate of rotation of the earth. In: Vistas in Astronomy. Band 2, 1956, S. 834–842, doi:10.1016/0083-6656(56)90008-3.
- Les coefficients cinematiques d’élasticité. In: Annali di Matematica Pura ed Applicata. Band 50, 1960, S. 291–293, doi:10.1007/BF02414519.